# Ведьма и зверь
«Ведьма и зверь» (яп. 魔女と野獣 Мадзё то ядзю:) — манга, написанная Косукэ Сатакэ. Выпускалась с ноября 2016 в японском журнале Young Magazine the 3rd, затем перешла в журнал Monthly Young Magazine издательства «Коданся». На русском языке издаётся «Истари комикс».
Премьера аниме адаптации, снятой студией Yokohama Animation Laboratory, прошла с января по апрель 2024 года.
На август 2022 года манга продалась 500 тысячами копий.

## Сюжет
В центре сюжета находятся Ашаф, высокий молчаливый мужчина, и его напарник, Гидо, пользующийся женским телом, пока его могучее альтер-эго в маске заключено в гробу, пристегнутому к спине Ашафа. Орден магического резонанса поручил им охотиться на ведьм-изгоев, и теперь они путешествуют по стране в поисках ведьмы, наложившей проклятие на Гидо.

## Персонажи
Гидо (яп. ギド) — выглядит как девушка, однако изначально она была мужчиной, чью внешность изменило проклятие ведьмы. Она вступила в Орден магического резонанса, чтобы найти ведьму и снять проклятие, поэтому вынужденно путешествует с Ашафом, помогая ему раскрывать дела, связанные с магией. У нее есть альтер-эго — огромный могучий человек в маске, которого она может освободить, поцеловав ведьму.
Сэйю: Ё Таити
Ашаф (яп. アシャフ Асяфу) — высокий, тихо говорящий, постоянно курящий мужчина с гробом на спине, который работает на Орден магического резонанса. Он путешествует в паре с Гидо, разгадывая магические тайны для Ордена.
Сэйю: Тосиюки Морикава

## Медиа

### Манга
Манга «Ведьма и зверь» пишется и иллюстрируется Косукэ Сатакэ. Начиная с 6 ноября 2016 года публиковалась в Young Magazine the 3rd. После того как Young Magazine 3rd закрыли в апреле 2021 года, манга была перенесена в новый ежемесячный журнал — Monthly Young Magazine, где начала выходить с 20 мая. После января 2023 года выпуск манги ушёл на двухмесячный перерыв, который впоследствии был продлён из-за состояния здоровья Сатакэ.
Первый танкобон был выпущен 20 сентября 2017 года. На август 2022 года главы манги были скомпонованы в десять томов.
На New York Comic Con 2019 компания Kodansha USA объявила, что лицензировала серию для публикации на английском языке. В 2023 году о публикации на русском объявило издательство «Истари комикс», первые три тома вышли в конце 2024 года.

### Аниме
В августе 2022 года было объявлено, что манга получит аниме-адаптацию. Позже было утверждено, что это будет аниме-сериал, производством которого занялась Yokohama Animation Laboratory, на должность режиссёра был назначен Такаюки Хамана, сценаристом — Юитиро Момосэ, дизайнером персонажей — Хироя Иидзима, а композиторами — Ханаэ Накамура и Нацуми Табути. Премьера сериала состоялась 12 января 2024 года на каналах TBS, BS11 и в других сетях.
Crunchyroll лицензировал сериал за пределами Азии. Plus Media Networks Asia лицензировала сериал в Юго-Восточной Азии.
Рок-группа Sokoninaru исполнила вступительную музыкальную тему «Soumonka», а Ёсино Нандзё — завершающую «Hikari no Trill».

## Приём
Ребекка Сильверман и Кейтлин Мур написали рецензию на первый том в рамках путеводителя по манге осени 2021 года на сайте Anime News Network. Они высоко оценили иллюстрации и концепцию, но в то же время отметили недостатки в её реализации. Сара из Anime UK News также высоко оценила иллюстрации, но раскритиковала персонажей, подчеркнув, что не может сопереживать главным героям. В отличие от других критиков, Че Гилсон из Otaku USA, помимо иллюстраций, высоко оценил сюжет и сеттинг манги.